# Anisozyga pieroides
Anisozyga pieroides är en fjärilsart som beskrevs av Walker 1861. Anisozyga pieroides ingår i släktet Anisozyga och familjen mätare. Inga underarter finns listade i Catalogue of Life.